# Blaine County, Montana
Blaine County är ett administrativt område i delstaten Montana, USA. År 2010 hade countyt 6 491 invånare. Den administrativa huvudorten (county seat) är Chinook. 

## Geografi
Enligt United States Census Bureau så har countyt en total area på 10 979 km². 10 945 km² av den arean är land och 34 km² är vatten. 

### Angränsande countyn
- Hill County, Montana - väst
- Chouteau County, Montana - sydväst
- Fergus County, Montana - syd
- Phillips County, Montana - öst
- gränsar mot Kanada i nord